# パワーリーグ4
『パワーリーグ4』（Power League 4）は、ハドソンが1991年8月9日に日本で発売したPCエンジン・HuCARD用野球ゲームソフト。パワーリーグシリーズの1作。
前作『パワーリーグIII』まではナンバリングがローマ数字であったが、本作よりアラビア数字に変更されている。但し、タイトル画面の表記は「POWER LEAGUE IV」とローマ数字になっている。

## 概要
1試合限定のオープン戦（CPU戦・2P対戦）・ペナントレース（10・30・70・130試合より選択。中断の場合は外部記憶装置が必要）・ウォッチモード（CPU同士の対戦を観戦）・本塁打競争・エディットモード（後述）の各モードが用意されている点は前作までとほぼ同じである。前作からのゲームシステム上の大きな変化は無いが、守備だけでなく走塁にも野球ゲームでは史上初めてのオートモードを導入した点が特徴となっている。
2007年7月31日よりWii・バーチャルコンソールで、2009年9月16日よりゲームアーカイブスで配信されている。なお、パワーリーグシリーズにおいて球団名・選手名が変名のタイトルは本作が最後であり、実名化された続編『パワーリーグ5』以降のタイトルは日本野球機構（NPB）他の団体に再許諾を得るのが困難なことを理由に配信の可能性は低いとされている。

### エディットモード
シリーズ全タイトルで用意されている、各チームのスターティングメンバー・ベンチ入り選手を編成するモード。本作ではオリジナル選手を最大10名まで作成し、他の選手と置き換えることが可能になっている。

## 登場する球団
リーグはオールスターモードに対応。

### Pリーグ
パシフィック・リーグに相当。
- L：ライトンズ（Litons） - 西武ライオンズがモデル。走・攻・守のすべての面で抜群の安定感を見せる。
- B：ブルーウェイ（Blue Way） - オリックス・ブルーウェーブがモデル。前作まで登場したBLADESが改称した。本塁打時にはネッピーをモデルにしたマスコットも登場する。
- Bu：バッファーズ（Buffers） - 近鉄バファローズがモデル。本塁打数が20本以上の打者が5人もいる打線と人気・実力ともに伯仲するアワニ、ノウモの両エースを擁する。
- F：ファイバーズ（Fibers） - 日本ハムファイターズがモデル。打線はベテラン勢の活躍が目立っている。
- O：オリヴァース（Orivers） - ロッテオリオンズがモデル。オミヤマ、マヘダ等若返った投手陣と連打でつなぐピストル打線が売り。
- H：ホープス（Hopes） - 福岡ダイエーホークスがモデル。監督も選手も個性派揃いのチーム。

### Cリーグ
セントラル・リーグに相当。
- G：ジージャンズ（G-Jans） - 読売ジャイアンツがモデル。豊富な投手力と、クリーンアップ以上に怖い存在であるモカザキ・コマタンの6番・7番バッターが売り。
- C：カーク（Cark） - 広島東洋カープがモデル。安定感のある先発投手陣と、ソツのない野球でコツコツ勝つチーム。
- W：ホールズ（Wholes） - 横浜大洋ホエールズがモデル。走力10以上の選手が8人も所属している。
- D：ドラムス（Drums） - 中日ドラゴンズがモデル。三冠王を狙う主砲のヘチアイを軸とした打線と、監督を先頭とした戦闘的な野球が売り物。
- S：ストローズ（Straws） - ヤクルトスワローズがモデル。主力の90％が若手の成長著しいチーム。
- T：タイヤーズ（Tyres） - 阪神タイガースがモデル。若き主砲・ヤギョの台頭が目覚ましい打線が売り。

### スペシャルチーム
以下のチームはペナントレースで優勝し、日本シリーズを制覇した後に登場する隠しチームである。
- Hu：ヒュービーズ（HuBees） - 能力の高い外国人選手が揃ったチーム。前作からメンバーが大幅に入れ替わっている。
- GS：ジーサンズ（G-Sans） - OB選手のオールスターチーム。オオウギ、エトシン、オオスキ、コケフ、オキヤマ、ホセガワが新たにが加わった。

## 球場
各球場はデーゲームとナイターを選択可能。
- Hu DOME - 東京ドームがモデル。内・外野とも人工芝。両翼100m・センター122m。
- ROKKOHSAN - 阪神甲子園球場がモデル。内野は土・外野は天然芝。両翼90m（ラッキーゾーン有）・センター120m。
- NAGOYA - ナゴヤ球場がモデル。内野は土・外野は天然芝。両翼91.5m・センター119m。
- SAITAMA - 西武ライオンズ球場がモデル。内・外野とも人工芝。両翼95m・センター120m。
- YOKOHAMA - 横浜スタジアムがモデル。内・外野とも人工芝。両翼94m・センター118m。
- KOBE - グリーンスタジアム神戸がモデル。内野は土・外野は天然芝。両翼99.1m・センター122m。